# Plessis-Saint-Jean
Plessis-Saint-Jean è un comune francese di 218 abitanti situato nel dipartimento della Yonne nella regione della Borgogna-Franca Contea.

## Società

### Evoluzione demografica
Abitanti censiti